# 知久頼氏
知久 頼氏（ちく よりうじ）は、戦国時代の武将。信濃国伊那郡の国衆。神之峯城主。

## 生涯

### 出自
知久氏は伊那郡伴野荘を拠点とする国衆である。頼氏の父・知久頼元は信濃守護の小笠原長時や福与城主・藤沢頼親と共に武田氏の信濃侵攻に抵抗し、天文23年（1554年）の武田氏の下伊那侵攻に敗れ、処刑された。これにより知久氏は武田氏に降伏した一族と抵抗して信濃を追われた一族に分かれた。頼氏は当初信濃を追われたが、元亀年間頃に赦されて武田氏の元に帰参したとも言われている（『下伊那郡史』）。

### 武田氏配下時代
武田氏配下の知久氏は伊那郡司・秋山虎繁の相備として55騎を率いる信濃先方衆となった。頼氏は元亀3年（1572年）8月に家臣・香坂右近介に下村（現・飯田市）などで知行を給付し軍役勤仕を命じているのが史料上の初見である。知久氏は武田氏配下の元で信濃や隣国の遠江などを転戦し、天正3年（1575年）の長篠の戦い敗北後は北遠地域の国衆・奥山氏を防衛するために大洞城への在番を武田勝頼から命じられている。

### 天正壬午の乱
天正10年（1582年）2月に織田信長・徳川家康連合軍による武田攻め（甲州征伐）が開始された。頼氏は29日には松尾城主・小笠原信嶺と共に織田氏に帰属し、翌日には織田氏に抵抗して鈴岡城に籠る信嶺家臣・小笠原彦三郎らを討ち取った。3月に武田氏は滅亡すると伊那郡は織田家臣・毛利長秀の領有となり、頼氏は5月までには織田氏より知久領の本領安堵を受けたという。
6月に本能寺の変が起きて信長が死去し、徳川家康が甲斐・信濃の織田領国を保護すべく軍勢を派遣すると、同郡の国衆・下条頼安を介して徳川氏に帰属した。頼氏は徳川氏の要請により諏訪に出陣し、更に北条氏直率いる後北条氏の軍勢が信濃に侵攻すると酒井忠次と共に甲斐に転進した。その後頼氏は若神子城の徳川軍と共に北条軍と対峙している一方で、領国である下伊那郡にも北条軍の別動隊が侵攻し、知久氏・下条氏・松尾小笠原氏以外の伊那郡国衆が北条方に寝返った。知久家中でも伴野城主・伴野半右衛門が北条方に離反しており、下伊那郡の徳川方は窮地に立たされていた。
やがて10月に徳川氏と後北条氏が和睦し、下伊那郡の徳川氏領有が確定すると、翌11年（1583年）1月頃に頼氏も領国に戻り知久領の領域支配を行った。頼氏の知久家中での権力基盤は不安定であったとされ、同月に譜代家臣の三石左近助や今田（現・飯田市）を拠点とする今田四騎の謀反が発覚したため成敗した。その一方で徳川氏による信濃平定のための軍役にも応じ、3月には佐久・小県郡の平定のために弟・頼龍に軍勢を率いさせて新府城へ派遣し、上田城の普請にも参加した。

### 最期
天正12年（1584年）11月、知久頼氏は突如浜松城の家康の元に召喚され自害を命じられた。自害の理由として、小牧・長久手の戦いで徳川氏と対立する羽柴秀吉への内通疑惑があったとされ、その背景には同年3月の木曾義昌の謀反に同調したとする見方や、木曾氏の謀反を受けて知久平城を取り立て知久領の一部を接収した徳川家臣・菅沼定利との対立があったとする向きもある。
頼氏の遺体は井伊谷の龍潭寺に葬られたが、墓所は現存せず、位牌だけ残っているという。頼氏の死後、嫡男の万亀（後の知久則直）は菅沼定利に預けられ、知久家中は定利の指揮下に入る。